# Bakers Island Light
Bakers Island Light (auch Baker’s Island Light) ist ein Leuchtturm auf der zu Salem gehörenden Insel Bakers Island im Bundesstaat Massachusetts der Vereinigten Staaten. Das Gebäude wurde 1976 unter der Bezeichnung Baker’s Island Light Station in das National Register of Historic Places eingetragen und 1987 in die Multiple Property Submission (MPS) Lighthouses of Massachusetts MPS aufgenommen.

## Geschichte
Die rund 22 Hektar große Insel liegt 8 Kilometer vor Salem im Nordatlantik und war schon immer ein beliebtes Ziel für die Sommerfrische. Am 25. Mai 1791 beschloss die Salem Marine Society, dort eine Navigationshilfe bei der Anfahrt in den Handelshafen von Salem zu errichten. Durch Spenden kam der größte Teil der Kosten von insgesamt 110 Pfund (heute ca. 14.100 Pfund) zusammen, sodass am 28. Juli desselben Jahres ein knapp 17,5 m hoher, rot angestrichener und unbeleuchteter Turm errichtet werden konnte, der immerhin tagsüber gut sichtbar war.
1796 sanken jedoch bei der Anfahrt auf Salem drei Schiffe, wobei 16 Seeleute ihr Leben verloren. Dies machte deutlich, dass ein beleuchteter Turm erforderlich war, sodass sich die Society mit einem entsprechenden Gesuch an den Kongress der Vereinigten Staaten wandte. Am 8. April 1796 genehmigte der damalige US-Präsident George Washington Finanzmittel in Höhe von 6000 US-Dollar (heute ca. 127.000 Dollar) zur Errichtung eines Leuchtturms auf Bakers Island. Eine Vorort-Besichtigung durch Benjamin Lincoln ergab, dass aufgrund der nahen Leuchttürme auf Thacher Island, am Cape Cod, in Plymouth und in Boston eine große Verwechslungsgefahr bestand, sodass beschlossen wurde, auf Bakers Island Zwillingstürme zu errichten.
Die beiden neuen Türme nahmen am 3. Januar 1798 ihren Dienst auf. Sie waren auf dem Dach des Hauses des Leuchtturmwärters montiert und standen rund 12 m auseinander. Der südliche Turm erreichte eine Feuerhöhe von knapp 30 m über dem Wasser, der nördliche Turm eine Höhe von knapp 24 m. Im Jahr 1816 wurden die Leuchtfeuer durch ein einzelnes ersetzt, woraufhin im Februar 1817 während eines Schneesturms der Gewürzfrachter Union an der Felsküste der Insel zerschellte. Viele weitere Unglücke folgten, und als Grund gaben die Seeleute stets eine Verwechslung mit dem Boston Light an.
1820 wurden auf der Insel für 9000 US-Dollar (heute ca. 215.000 Dollar) erneut zwei Leuchttürme mit 18 m bzw. 12 m Höhe errichtet, die im Oktober desselben Jahres ihren Dienst aufnahmen und die Spitznamen „Ma and Pa“ bzw. „Mr. und Mrs.“ erhielten. 1857 wurden die Türme mit neuen Fresnel-Linsen ausgestattet und ein neues Wärterhaus errichtet. Bis zum Ende des 19. Jahrhunderts wurde die Station um weitere Gebäude (u. a. ein Vorratshaus für Brennstoffe) ergänzt.
1887 erwarb Nathan A. Morse die Insel mit Ausnahme des Leuchtturms und eröffnete dort das Hotel „Winne-Egan“ mit 75 Zimmern, wo ein Aufenthalt zur Linderung bei Neurasthenie beworben wurde. Zu den Erholungsangeboten zählten Segeln, Tennis und Angeln, und Alkohol war strikt verboten. Das Hotel zog jeden Sommer bis zu 1000 Gäste an. Nachdem es 1906 durch ein Feuer zerstört worden war, ging die Insel in das Gemeinschaftseigentum von Landhausbesitzern über.
Nachdem sich das United States Lighthouse Board 4 Jahre lang um eine Erneuerung der Nebelglocke bemüht hatte, bewilligte der Kongress 1906 Mittel in Höhe von 10.000 US-Dollar (heute ca. 298.000 Dollar) zur Errichtung einer Nebelsirene, die am 12. Juli 1907 ihren Betrieb aufnahm und mit einem 20 PS starken Generator betrieben wurde. Das sehr laute Signal störte jedoch die Einwohner der Insel, sodass es noch im selben Jahr mit Hilfe eines Megaphons gezielt auf das Meer gerichtet wurde.
Am 30. Juni 1926 wurde der kleinere der beiden Leuchttürme außer Betrieb genommen, was im Gegensatz zu 1816 ohne größere Bedenken der Anwohner geschah. Zugleich wurde der größere Turm modernisiert. 1943 ging der letzte zivile Leuchtturmwärter in den Ruhestand, und der Posten wurde von Mannschaften der Küstenwache übernommen. 1959 wurde die Sirene durch ein luftbetriebenes Nebelhorn ersetzt, das im Juli 1967 für 324 Stunden und 20 Minuten am Stück dauerhaft einen Ton erzeugte und damit einen Rekord aufstellte.
Der 1878 zunächst auf Kerosin umgestellte und 1938 elektrifizierte Leuchtturm wurde 1972 vollständig automatisiert. Die demontierte Fresnel-Linse 4. Ordnung ist heute im Maine Lighthouse Museum in Rockland ausgestellt. 1993 führte die Küstenwache erste Reparaturen durch und startete drei Jahre später ein 250.000 Dollar (heute ca. 430.000 Dollar) umfassendes Restaurierungsprojekt. Im Jahr 2000 wurde der Leuchtturm auf Solarbetrieb umgestellt. 1988 erhielt die Inselverwaltung Baker’s Island Association eine Lizenz zur Nutzung und Erhaltung der beiden Wohnhäuser der ehemaligen Leuchtturmwärter. 2005 ging das Eigentum nach einer Empfehlung des Innenministers auf die Essex National Heritage Commission über.
Am 21. November 1976 wurde der Leuchtturm unter der Nummer 76000289 im National Register of Historic Places eingetragen.

## Technik
Der 18 m hohe Leuchtturm erzeugt alle 20 Sekunden einen abwechselnd weißen bzw. roten Lichtblitz mit einer Reichweite von 16 sm (29,6 km) (weiß) bzw. 14 sm (25,9 km) (rot). Das Nebelhorn sendet alle 30 Sekunden einen 3 Sekunden dauernden Ton.